# Wereldkampioenschap honkbal
Het wereldkampioenschap honkbal is een honkbaltoernooi dat vierjaarlijks wordt gespeeld en vanaf 2015 onder auspiciën van de in 2013 ontstane internationale honk- en softbalbond WBSC wordt georganiseerd. Tussen 1974-1990 en 2001-2015 vond het kampioenschap tweejaarlijks plaats.
Tot 2011 werd de wereldtitel vergeven in het toernooi onder de naam Baseball World Cup (WK honkbal), tot 1988 de Amateur World Series genaamd. Na de afschaffing van de Baseball World Cup, gold voor 2013 de World Baseball Classic, dat dat jaar voor de derde keer werd georganiseerd, als het wereldkampioenschap. In 2014 werd besloten om het in 2015 nieuw te organiseren toernooi Premier 12 als wereldkampioenschap honkbal te beschouwen.

## Geschiedenis
Het WK honkbal werd voor het eerst in 1938 gehouden. Van 1938 tot en met 1988 werd het kampioenschap onder de naam Amateur World Series gespeeld, in 1990 voor het eerst als Baseball World Cup. In 2013 werd de winnaar van de (3e editie van de) World Baseball Classic tevens als wereldkampioen aangemerkt. Vanaf 2015 geschied dit met de winnaar van het nieuwe ingestelde Premier 12 toernooi.
In 1938 werd het Verenigd Koninkrijk 'wereldkampioen' door de Verenigde Staten met 4-1 te kloppen in een best-of-seven-serie. Dit was enige deelname van de Britten aan een WK honkbal tot aan het WK van 2009. Na deze tweestrijd werd de IBAF opgericht, tot 2013 de organisator van de WK's. Bij het tweede WK, een jaar later, won Cuba de wereldtitel in eigen land met de VS en Nicaragua als enige tegenstanders. Cuba heeft tot nu toe 25 WK's gewonnen en is daarmee recordkampioen.
Europese landen deden na het Verenigd Koninkrijk in 1938 pas weer in 1970 mee, dit betekende de eerste deelname van het Nederlands honkbalteam, Italië was de tweede Europese deelnemer. Japan en Taiwan waren in 1972 de eerste Aziatische landen die deelnamen. Twee jaar later debuteerde een Afrikaans land, Zuid-Afrika en in 1978 nam voor het eerst een land uit Oceanië deel, Australië. Beide laatste landen zijn tot nu toe ook de enige vertegenwoordigers van hun continent op het WK geweest. Vanaf 1998 deden landen uit alle werelddelen mee op het WK, met uitzondering in 2003, 2011 toen een Afrikaans land ontbrak. Bij de editie van de Premier 12 in 2015 ontbraken een Afrikaans en Oceanisch land, in 2019 ontbrak een Afrikaans land.
Nederland was gastheer van het WK in 1986 en 2005 en van één groep in de tweede ronde van het WK 2009.
Het eerste wereldkampioenschap honkbal voor vrouwen werd in 2004 georganiseerd.
Wereldkampioenen
In 2011, op het 39e kampioenschap en de 21e vanaf 1970 (eerste deelname Europese teams), werd Nederland het negende land dat wereldkampioen werd. Nederland was het eerste Europese team dat de finale bereikte in toernooivorm en de eerste Europese kampioen na het Verenigd Koninkrijk dat in 1938 de eerste editie won.
Van de 42 titels (tot en met 2019) gingen er naast de titels voor het Verenigd Koninkrijk en Nederland twee naar Zuid-Korea (1982, 2015), een naar Japan (2019) en de resterende 37 naar het Amerikaanse continent. Naast recordkampioen Cuba (25x) behaalden de Verenigde Staten (4x), Venezuela (3x), Colombia (2x), de Dominicaanse Republiek (2x) en Puerto Rico (1x) de titels.
Medaillewinnaars
Vijf andere landen naast de tien wereldkampioenen slaagden erin om een of meerdere medailles te behalen, achtereenvolgens Nicaragua, Mexico, Panama,Taiwan en Canada.

## Medailles
Overzicht van de finales bij het WK honkbal:
| Jaar                   | Editie              | Gastland                                             | Dln.                | Goud                   | Uitslag finale      | Zilver                     | Brons                           |  |
| Wereldkampioenschap    | Wereldkampioenschap | Wereldkampioenschap                                  | Wereldkampioenschap | Wereldkampioenschap    | Wereldkampioenschap | Wereldkampioenschap        | Wereldkampioenschap             |  |
| ---------------------- | ------------------- | ---------------------------------------------------- | ------------------- | ---------------------- | ------------------- | -------------------------- | ------------------------------- |  |
| 1938                   | I                   | Verenigd Koninkrijk                                  | 02                  | Verenigd Koninkrijk    | geen finale *       | Verenigde Staten           | * 4-1 (3-0, 8-6, 0-5, 4-0, 5-3) |  |
| 1939                   | II                  | Cuba                                                 | 03                  | Cuba                   | geen finale         | Nicaragua                  | Verenigde Staten                |  |
| 1940                   | III                 | Cuba                                                 | 07                  | Cuba                   | geen finale         | Nicaragua Verenigde Staten |                                 |  |
| 1941                   | IV                  | Cuba                                                 | 09                  | Venezuela              | geen finale         | Cuba                       | Mexico                          |  |
| 1942                   | V                   | Cuba                                                 | 05                  | Cuba                   | geen finale         | Dominicaanse Republiek     | Venezuela                       |  |
| 1943                   | VI                  | Cuba                                                 | 04                  | Cuba                   | geen finale         | Mexico                     | Dominicaanse Republiek          |  |
| 1944                   | VII                 | Venezuela                                            | 08                  | Venezuela              | geen finale         | Mexico                     | Cuba                            |  |
| 1945                   | VIII                | Venezuela                                            | 06                  | Venezuela              | geen finale         | Colombia                   | Panama                          |  |
| 1947                   | IX                  | Colombia                                             | 09                  | Colombia               | geen finale         | Puerto Rico                | Nicaragua                       |  |
| 1948                   | X                   | Nicaragua                                            | 08                  | Dominicaanse Republiek | geen finale         | Puerto Rico                | Colombia                        |  |
| 1950                   | XI                  | Nicaragua                                            | 12                  | Cuba                   | geen finale         | Dominicaanse Republiek     | Venezuela                       |  |
| 1951                   | XII                 | Mexico                                               | 11                  | Puerto Rico            | geen finale         | Venezuela                  | Cuba                            |  |
| 1952                   | XIII                | Cuba                                                 | 13                  | Cuba                   | geen finale         | Dominicaanse Republiek     | Puerto Rico                     |  |
| 1953                   | XIV                 | Venezuela                                            | 11                  | Cuba                   | geen finale         | Venezuela                  | Nicaragua                       |  |
| 1961                   | XV                  | Costa Rica                                           | 10                  | Cuba                   | geen finale         | Mexico                     | Venezuela                       |  |
| 1965                   | XVI                 | Colombia                                             | 09                  | Colombia               | geen finale         | Mexico                     | Puerto Rico                     |  |
| 1969                   | XVII                | Dominicaanse Republiek                               | 11                  | Cuba                   | geen finale         | Verenigde Staten           | Dominicaanse Republiek          |  |
| 1970                   | XVIII               | Colombia                                             | 12                  | Cuba                   | geen finale         | Verenigde Staten           | Puerto Rico                     |  |
| 1971                   | XIX                 | Cuba                                                 | 10                  | Cuba                   | geen finale         | Colombia                   | Nicaragua                       |  |
| 1972                   | XX                  | Nicaragua                                            | 16                  | Cuba                   | geen finale         | Verenigde Staten           | Colombia                        |  |
| 1973*                  | XXI                 | Cuba                                                 | 08                  | Cuba                   | geen finale         | Puerto Rico                | Venezuela                       |  |
| 1973*                  | XXII                | Nicaragua                                            | 11                  | Verenigde Staten       | geen finale         | Nicaragua                  | Puerto Rico                     |  |
| 1974                   | XXIII               | Verenigde Staten                                     | 09                  | Verenigde Staten       | geen finale         | Nicaragua                  | Colombia                        |  |
| 1976                   | XXIV                | Colombia                                             | 11                  | Cuba                   | geen finale         | Puerto Rico                | Japan                           |  |
| 1978                   | XXV                 | Italië                                               | 11                  | Cuba                   | geen finale         | Verenigde Staten           | Zuid-Korea                      |  |
| 1980                   | XXVI                | Japan                                                | 12                  | Cuba                   | geen finale         | Zuid-Korea                 | Japan                           |  |
| 1982                   | XXVII               | Zuid-Korea                                           | 10                  | Zuid-Korea             | geen finale         | Japan                      | Verenigde Staten                |  |
| 1984                   | XXVIII              | Cuba                                                 | 13                  | Cuba                   | geen finale         | Taiwan                     | Verenigde Staten                |  |
| 1986                   | XXIX                | Nederland                                            | 12                  | Cuba                   | geen finale         | Zuid-Korea                 | Taiwan                          |  |
| 1988                   | XXX                 | Italië                                               | 12                  | Cuba                   | 4-3                 | Verenigde Staten           | Taiwan                          |  |
| 1990                   | XXXI                | Canada                                               | 12                  | Cuba                   | 11-5 14-0           | Nicaragua                  | Zuid-Korea                      |  |
| 1994                   | XXXII               | Nicaragua                                            | 16                  | Cuba                   | 6-1                 | Zuid-Korea                 | Japan                           |  |
| 1998                   | XXXIII              | Italië                                               | 16                  | Cuba                   | 7-1                 | Zuid-Korea                 | Nicaragua                       |  |
| 2001                   | XXXIV               | Taiwan                                               | 16                  | Cuba                   | 5-3                 | Verenigde Staten           | Taiwan                          |  |
| 2003                   | XXXV                | Cuba                                                 | 16                  | Cuba                   | 4-2                 | Panama                     | Japan                           |  |
| 2005                   | XXXVI               | Nederland                                            | 18                  | Cuba                   | 3-0                 | Zuid-Korea                 | Panama                          |  |
| 2007                   | XXXVII              | Taiwan                                               | 16                  | Verenigde Staten       | 6-3                 | Cuba                       | Japan                           |  |
| 2009                   | XXXVIII             | Europese Unie                                        | 22                  | Verenigde Staten       | 10-5                | Cuba                       | Canada                          |  |
| 2011                   | XXXIX               | Panama                                               | 16                  | Nederland              | 4-0                 | Cuba                       | Canada                          |  |
| World Baseball Classic |                     |                                                      |                     |                        |                     |                            |                                 |  |
| 2013                   | III                 | Verenigde Staten (eindfase) Japan Puerto Rico Taiwan | 16                  | Dominicaanse Republiek | 3-0                 | Puerto Rico                | Japan                           |  |
| Premier 12             |                     |                                                      |                     |                        |                     |                            |                                 |  |
| 2015                   | I                   | Japan (eindfase) Taiwan                              | 12                  | Zuid-Korea             | 8-0                 | Verenigde Staten           | Japan                           |  |
| 2019                   | II                  | Japan (eindfase) Mexico Taiwan Zuid-Korea            | 12                  |                        | 4-3                 | Zuid-Korea                 | Mexico                          |  |

* In 1973 werden er twee WK's gehouden.

### Medaillespiegel
| #  | Land                   | Goud | Zilver | Brons | Totaal |
| -- | ---------------------- | ---- | ------ | ----- | ------ |
| 1  | Cuba                   | 25   | 4      | 2     | 31     |
| 2  | Verenigde Staten       | 4    | 9      | 4     | 17     |
| 3  | Venezuela              | 3    | 2      | 4     | 9      |
| 4  | Zuid-Korea             | 2    | 6      | 2     | 10     |
| 5  | Dominicaanse Republiek | 2    | 3      | 2     | 7      |
| 6  | Colombia               | 2    | 2      | 2     | 6      |
| 7  | Puerto Rico            | 1    | 5      | 4     | 10     |
| 8  | Japan                  | 1    | 1      | 7     | 9      |
| 9  | Nederland              | 1    | 0      | 0     | 1      |
| 9  | Verenigd Koninkrijk    | 2    | 5      | 4     | 11     |
| 11 | Nicaragua              | 0    | 5      | 5     | 10     |
| 12 | Mexico                 | 0    | 4      | 2     | 6      |
| 13 | Taiwan                 | 0    | 1      | 3     | 4      |
| 14 | Panama                 | 0    | 1      | 2     | 3      |
| 15 | Canada                 | 0    | 0      | 2     | 2      |

## Deelnames
De volgende 37 honkbalteams namen een of meerdere keren aan de honkbaltoernooien om de wereldtitel deel (t/m 2019).
| Land                   | /42 | BP      |
| ---------------------- | --- | ------- |
| Cuba                   | 34  | 1 (25x) |
| Nicaragua              | 31  | 2 (5x)  |
| Puerto Rico            | 30  | 1       |
| Verenigde Staten       | 28  | 1 (4x)  |
| Mexico                 | 27  | 2 (4x)  |
| Dominicaanse Republiek | 26  | 1 (2x)  |
| Panama                 | 26  | 2       |
| Venezuela              | 24  | 1 (3x)  |
| Canada                 | 21  | 3 (2x)  |
| Nederland              | 21  | 1       |
| Italië                 | 20  | 4 (2x)  |
| Japan                  | 20  | 1       |
| Taiwan                 | 20  | 2       |
| Colombia               | 19  | 1 (2x)  |
| Zuid-Korea             | 19  | 1 (2x)  |
| Australië              | 12  | 5 (2x)  |
| Guatemala              | 12  | 6 (2x)  |
| Nederlandse Antillen   | 12  | 7 (2x)  |
| El Salvador            | 11  | 5       |
| Costa Rica             | 8   | 5       |
| Zuid-Afrika            | 6   | 9       |
| Spanje                 | 6   | 12 (2x) |
| Duitsland              | 5   | 11      |
| Honduras               | 5   | 6       |
| China                  | 5   | 11      |
| Brazilië               | 4   | 7       |
| Frankrijk              | 3   | 15 (2x) |
| Rusland                | 3   | 13 (2x) |
| Zweden                 | 3   | 15 (2x) |
| België                 | 2   | 11      |
| Verenigd Koninkrijk    | 2   | 1       |
| Tsjechië               | 2   | 17      |
| Filipijnen             | 1   | 15      |
| Griekenland            | 1   | 15      |
| Hawaï                  | 1   | 4       |
| Kroatië                | 1   | 18      |
| Thailand               | 1   | 15      |